# 今日もカレーですか?
『今日もカレーですか？』（きょうもカレーですか）は、原作：藤川よつ葉、作画：あづま笙子による日本の漫画作品。Webコミック配信サイト『ストーリアダッシュ』（竹書房）にて、2020年3月20日より連載中。実在する店舗の食べ歩きやレトルトカレーの食べ比べが描かれている。

## あらすじ
カレーを舞台に女子大生の仲間たちと日々を過ごす。

## 登場人物
黒部ちな
本作の主人公でヒロイン。女子大生。長野県出身、上京後は西葛西の寮に住む。

軽田もも
女子大生。あざとい系の女の子。

遠藤夏美
女子大生。カレーに詳しい。

## 作風
本作では関東を中心とした実在のカレーの名店が作中に登場する。Manna新宿中村屋、スパイスマジックカルカッタ、たいめいけん、カレーハウスCoCo壱番屋、カレーハウスボルツ神田店、カレーライス＆ばる しえすた、般゜若 PANNYA CAFE CURRY、カフェ・ハイチ中野、松屋、丸亀製麺、ネパール民族料理アーガンなどが登場している。コミックナタリーによると「読む楽しみと食べに行く楽しみで、2度美味しいカレーマンガ」であり、『ストーリアダッシュ』編集長の高見澤明良によると「カレーを存分に楽しめるカレー好き必見の作品」となっている。

## 書誌情報
- 藤川よつ葉（原作）・あづま笙子（作画）『今日もカレーですか？』竹書房〈バンブーコミックス〉、既刊8巻（2025年1月17日現在）
  1. 2020年10月30日発売[5][9]、ISBN 978-4-8019-7123-3
  2. 2021年5月27日発売[10]、ISBN 978-4-8019-7323-7
  3. 2021年12月27日発売[11]、ISBN 978-4-8019-7525-5
  4. 2022年7月29日発売[12]、ISBN 978-4-8019-7806-5
  5. 2023年3月16日発売[13]、ISBN 978-4-8019-7989-5
  6. 2023年10月17日発売[14]、ISBN 978-4-8019-8186-7
  7. 2024年6月17日発売[15]、ISBN 978-4-8019-8346-5
  8. 2025年1月17日発売[16]、ISBN 978-4-8019-8551-3
- 藤川よつ葉（原作）・あづま笙子（作画）『今日もカレーですか？』 竹書房〈バンブーコミックス〉※B6廉価版
  1. 『カレー沼へようこそ！』、2024年6月17日発売[17]、ISBN 978-4-8019-7732-7
  2. 『カレーなる日々。』、2024年9月27日発売[18]、ISBN 978-4-8019-7743-3